# Homem da iniquidade
O Homem da iniquidade ou Homem sem Lei (em grego:  ἄνθρωπος τῆς ἀνομίας - anthrōpos tēs anomias) é uma pessoa referenciada em 2 Tessalonicenses (2 Tessalonicenses 2:3) e que geralmente é identificada como sendo o Anticristo.

## 2 Tessalonicenses 2

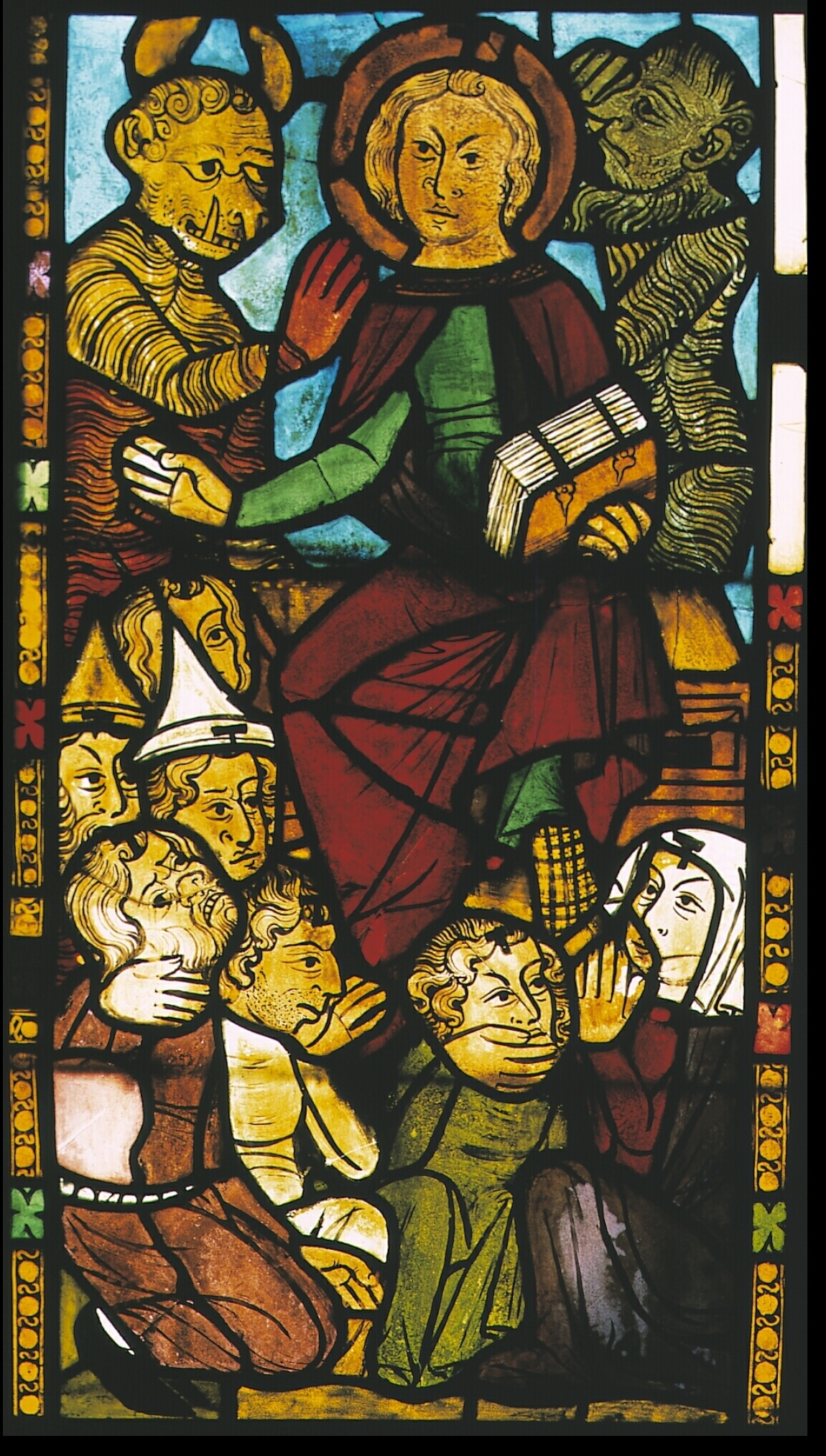
Anticristo.
Vitral na Igreja de St. Marien, em Frankfurt an der Oder, Alemanha.

Em 2 Tessalonicenses 2:3–10, o "Homem da iniquidade" é descrito como sendo aquele que será revelado antes do Juízo Final. O Codex Sinaiticus e o Codex Vaticanus citam "Homem sem Lei" (no sentido do antinomianismo) e Metzger defende que este é o sentido original. Outros códices, como o Alexandrinus, Boernerianus e o Claromontanus citam "Homem da iniquidade".
Este Homem da iniquidade "se opõe e se levanta contra tudo o que se chama Deus" e "se assenta no santuário de Deus, ostentando-se como Deus" (versículo 4). Algo é citado como "detendo-o" (vers. 6) e deixará fazê-lo (vers. 7). "Então será revelado o iníquo" (vers. 8), a quem Jesus destruirá com a "a manifestação da sua vinda".
O Homem da iniquidade também é descrito no versículo 3 como sendo o "filho da perdição", termo que também é utilizado em João 17:12.

## Identidade
Quase todos os comentadores bíblicos, antigos e modernos, identificam o Homem da iniquidade de 2 Tessalonicenses como sendo o Anticristo, mesmo que entre eles haja enorme disparidade sobre quem eles enxergam que o Anticristo é. Ele já foi identificado como sendo Calígula, Nero, João de Giscala e o próprio Anticristo do fim dos tempos. Alguns acadêmicos defendem que o trecho não contém nenhuma profecia genuína e representa uma especulação do apóstolo, baseada em Daniel 8:23 e Daniel 11:36, além de ideias contemporâneas sobre o Anticristo.